# Vallée du Haut Bréda
Pour un article plus général, voir Bréda (torrent).
Ne doit pas être confondu avec Le Haut-Bréda.
La vallée du Haut Bréda est une vallée de France située en Isère, dans la chaîne de Belledonne, au-dessus d'Allevard. Elle est drainée par le Bréda, depuis sa source dans le massif d'Allevard jusqu'à son arrivée à Allevard, en passant par les villages du Fond de France, la Ferrière et Pinsot. Elle est située dans la commune du Haut-Bréda dans sa quasi-totalité à l'exception de la gorge du Bout du Monde à Allevard.
Vallée glaciaire façonnée par le glacier du Bréda, elle permet d'accéder à la station de sports d'hiver du Pleynet sur le domaine skiable des Sept Laux.

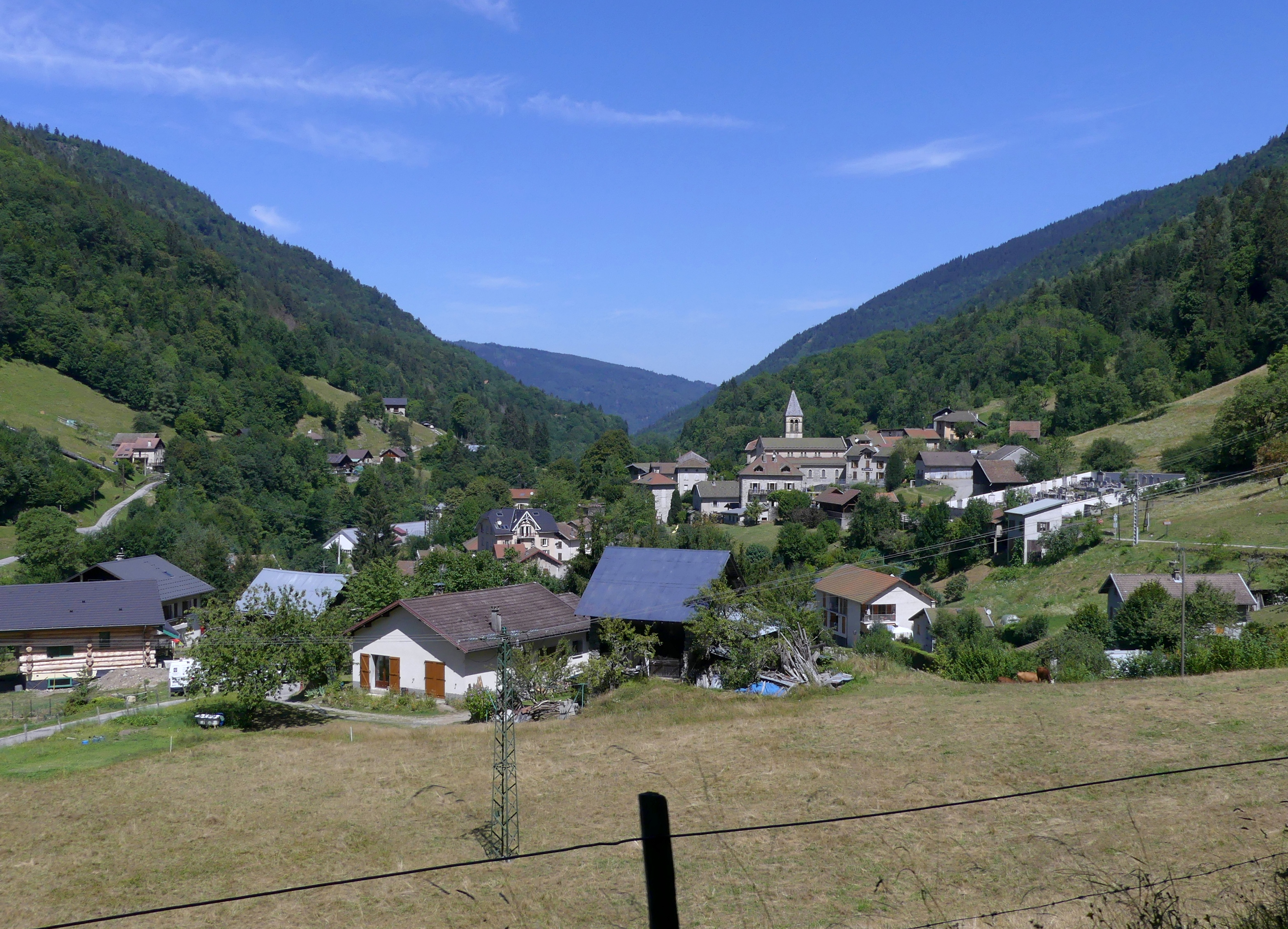
Vue du village de Pinsot dans la vallée du Haut Bréda.